# СФОР
Стабилизационните сили (SFOR) са многонационални сили, ръководени от НАТО в Босна и Херцеговина, чиято задача е поддържането на Дейтънското споразумение.
СФОР оперира под кодовото наименоване Операция „Джойнт Гард“ (21 декември 1996 – 19 юни 1998) и операция „Джойнт Фордж“ (20 юни 1998 – 2 декември 2004).
Страните от НАТО, взели участие в операциите:
- Албания
- Белгия
- България
- Канада
- Чехия
- Дания
- Естония
- Франция
- Германия
- Гърция
- Унгария
- Исландия
- Италия
- Латвия
- Литва
- Нидерландия
- Норвегия
- Полша
- Португалия
- Румъния
- Испания
- Словакия
- Словения
- Турция
- Великобритания
- САЩ
- Люксембург

Страни, които не са в НАТО, но са изпратили войски:
- Австралия
- Австрия
- Аржентина
- Финландия
- Египет
- Ирландия
- Малайзия
- Мароко
- Нова Зеландия
- Русия
- Швеция
- Украйна

СФОР са разделени на 3 зони на действие:
- Мостар MNB(S) – италиански, френски, испански
- Баня Лука MND(W) – британски, канадски, чешки, нидерландски
- Тузла MND(N) – американски, полски, руски, шведски